# Un posto sicuro
Un posto sicuro è un film italiano del 2015 diretto da Francesco Ghiaccio.

## Trama
Luca è un ragazzo di trent'anni, triste, disilluso e spesso dedito all'alcol, che dopo aver fatto per un breve periodo l'attore, si ritrova a fare il clown nelle feste.
Proprio durante una di queste conosce Raffaella ed è subito amore. Un giorno Luca riceve una telefonata dall'ospedale che gli comunica che suo padre Edoardo è stato ricoverato perché colto da malore in strada. Il medico informa Luca che all'uomo resta poco da vivere in quanto affetto da mesotelioma, un tumore che colpisce la membrana che riveste i polmoni e che ha una relazione causale con l'esposizione all'Eternit. Tra Luca ed Edoardo, che non si vedono da anni, i rapporti sono tesi: Luca rimprovera al padre di aver provveduto a fornirgli soltanto i bisogni materiali e di non essere stato vicino affettivamente né a lui né alla madre ormai morta. Edoardo è anche lui un uomo triste e solo e non accetta l'aiuto del figlio che vuole, comunque, stargli vicino e che per fare ciò si allontana anche da Raffaella. Inizia, così, un lungo e difficile viaggio per i due uomini fatto di conoscenza di sé e dell'altro, di segreti svelati e di sentimenti ritrovati.
Luca si documenta sul mesotelioma e sull'amianto attraverso i racconti di suo padre: questi gli racconta di come tutta la città di Casale Monferrato, dove i due vivono, fosse ricoperta da sottili polveri bianche, e di come già qualche operaio sospettasse della pericolosità della sostanza usando, inutilmente, mascherine e tute per proteggersi.
Intanto a Torino si sta per svolgere uno dei più grandi processi relativi all'amianto contro i proprietari della fabbrica. Alla radice della tragedia viene posta l'inconsapevolezza che ha riguardato tutti e la responsabilità che grava sulle spalle di quei pochi, che, invece, conoscevano i pericoli. Luca, grazie anche all' incoraggiamento del padre, progetta di recuperare il teatrino dove aveva mosso i primi passi da attore e di mettere in scena uno spettacolo sull'amianto. In breve tempo, però, una crisi più forte delle altre causa la morte di Edoardo. È un duro colpo per Luca, che crolla psicologicamente e ricade nell'alcol. Durante un suo vagare senza meta per la città, proprio durante una manifestazione contro i responsabili della tragedia dell'amianto, Luca incontra Raffaella, che lo segue decisa a stare vicino all'uomo che ama. Il ragazzo accetta la sua presenza e si lascia aiutare dalla donna.

## Produzione
Il film è stato prodotto nel 2014 da Indiana Production in coproduzione con "La piccola società" e con Rai Cinema.

## Distribuzione
Nelle sale italiane dal 3 dicembre 2015.